# 篦齿假毛蕨
篦齿假毛蕨（学名：Pseudocyclosorus pectinatus）为金星蕨科假毛蕨属下的一个种。

## 扩展阅读
- 維基物種上的相關：篦齿假毛蕨